# Google開發人員
Google開發人員（英語：Google Developers，前稱）是Google公司的软件开发人员主页、API和技術資源。其最初目的是为Google自身的开源软件提供开发平台，以及协助开发者扩展Google产品的功能。該網站包含Google開發人員工具和API的指南，特別是Google開發人員產品的開發人員討論群組和部落格。

## 開發人員工具和開源專案

### Google代碼
- 因為Google开源之夏等项目的推进，Google代码曾是一个开放的项目托管平台，類似Sourceforge提供版本控制、缺陷跟踪管理、Wiki、下载托管等工具。截至2009年3月，已有超过50,000个项目以Google Code为家。
- 下載託管服務已於2014年1月15日關閉，無法增加新的下載項目，但已經上傳的檔案仍會保留[1]。
- 2015年3月12日，Google宣布Google Code停止新项目的创建，8月24日整个网站变为只读状态[2]。

## 封锁
在中国大陆，Google代码大部分內容一般能正常访问。但也有部分托管在其上用于突破防火墙或网络审查的开源软件页面被封锁，不过用HTTPS可避免防火墙对个别页面的封锁，但是Google代码主页及SVN托管页面“*.googlecode.com”的SSL加密连接（443端口）也会经常被封锁。